# Neerja Bhanot
Cet article concerne l'hôtesse de l'air de la Pan American World Airways. Pour le film biographique réalisé en 2016, voir Neerja.
Neerja Bhanot, née le 7 septembre 1963 à Chandigarh (Pendjab) et morte le 5 septembre 1986 à Karachi (Sind),, est un mannequin et une hôtesse de l'air indienne de la Pan American World Airways.
Elle est assassinée par des terroristes alors qu'elle essaye de sauver des passagers sur le vol 73 Pan Am, détourné le 5 septembre 1986. À titre posthume, elle est devenue la plus jeune récipiendaire du Ashoka Chakra, la plus haute distinction militaire indienne en temps de paix.

## Biographie
Neerja Bhanot naît à Chandigarh dans l'État du Pendjab, le 7 septembre 1963. Elle grandit à Mumbai, au sein d'une famille brahmane pendjabie. Elle était la fille du journaliste Harish Bhanot et de Rama Bhanot. Elle a deux frères : Akhil et Aneesh. Elle commence ses études à Sacred Heart Senior Secondary School, à Chandigarh. Lorsque sa famille déménage à Bombay (rebaptisée Mumbai), elle a poursuivi ses études à la Bombay Scottish School et obtient son diplôme au St. Xavier's College, à Mumbai. Elle est ainsi repérée par une agence de mannequinat qui lance sa carrière de mannequin. Elle était une grande fan de l'acteur Rajesh Khanna et avait l'habitude de se référer aux citations de ses films tout au long de sa vie.

## Carrière
En 1985, Neerja Bhanot postule pour un emploi d'hôtesse de l'air chez Pan American World Airways, au moment où la compagnie décide d'avoir une équipe de cabine de pilote indienne[pas clair] pour ses liaisons Francfort-Inde. Après la sélection, elle est allée à Miami, en Floride, pour se former comme hôtesse de l'air, mais elle revient en tant que commissaire de bord,. Elle entame également une carrière de mannequin qu'elle réussit simultanément durant son emploi à la Pan American World Airways.

## Détournement du Vol 73 Pan Am
Neerja Bhanot occupait le poste de commissaire de bord sur le vol 73 de Pan Am entre Mumbai et les États-Unis transportant 380 passagers et 13 membres d'équipage. Le vol fut détourné par quatre hommes armés le 5 septembre 1986 à l'aéroport de Karachi, au Pakistan par des terroristes qui voulaient se rendre à Chypre dans le but de libérer des prisonniers palestiniens emprisonnés sur place.
Bhanot put alerter l’équipage du poste de pilotage dès que les pirates de l’air prirent place à bord de l’avion, permettant au pilote, copilote et au mécanicien de bord de prendre la fuite, laissant l’avion immobilisé sur le tarmac. En tant que membre d'équipage de cabine le plus gradé, Bhanot pris ensuite en charge la situation à l'intérieur de l'avion.
Les pirates de l'air, membres de l'Organisation Abu Nidal, une organisation terroriste palestinienne soutenue par la Libye, visaient particulièrement les Américains et les actifs américains, comme le prouve l’exécution dans les premières minutes du détournement d’un citoyen Indo-Américain qui après avoir été identifié fut traîné jusqu'à la sortie, abattu et jeté sur le tarmac. Afin de préserver les autres passagers américains et à la suite de la demande des terroristes de récupérer les passeports, Bhanot et les autres assistants sous sa responsabilité cachent les passeports des 43 Américains restants, certains sous un siège et le reste dans un vide-ordures.
Après 17 heures, les pirates ouvrent le feu et déclenchent des explosifs. Bhanot ouvre l'une des portes de l'avion et commence à organiser l’évacuation des passagers plutôt que de fuir en pensant à sa propre vie. Cet acte héroïque lui fut fatal quand l’un des terroristes se rendant compte de son action l’attrape par la queue de cheval avant de l’abattre à bout portant.

## Dans la culture populaire
- The Neerja I Knew est un beau-livre, conceptualisé par Aneesh Bhanot, publié en hommage à sa sœur, composé de plusieurs chapitres écrits par des personnes de l'entourage de Neerja Bhanot[8],[9].
- En 2016, le thriller biographique Neerja, réalisé par Ram Madhvani, avec Sonam Kapoor dans le rôle principal est inspiré de son histoire[6].